# ジャンパー (小説)
『ジャンパー』 (Jumper) は、スティーヴン・グールドによる小説である。日本では『ジャンパー 跳ぶ少年』の題で刊行された後、映画化に合わせて『ジャンパー』の題で刊行され直した。日本語訳は公手成幸、早川書房刊。

## 概要
テレポーテーション能力を持つ17歳の少年を主人公としたサイエンス・フィクション。スティーヴン・グールドによる初めての長編小説で、1992年に発表された。ローカス賞処女長編部門2位になるなど高い評価を得た。2004年には続編 Reflex が発表された。
2008年には映画化された。この映画『ジャンパー』は、小説『ジャンパー』との共通点が序盤に少し見られるのみで、全く違う物語に脚色されている。
なお、映画化に合わせて小説『ジャンパー グリフィンの物語』が2007年にスティーヴン・グールド自身によって発表された。これは、映画のみの登場人物であるグリフィンを主人公にした、映画の前日譚である。この小説は、小説『ジャンパー』及び Reflex とは別の世界の物語となっている。

## ストーリー

### ジャンパー 跳ぶ少年
普通の高校生であるデイヴィッドは、読書好きの目立たない青年だった。しかし、ある出来事をきっかけに、彼は自分が特殊な能力を持っていることを知る。この能力こそ、空間を瞬時に移動することができる「ジャンプ（瞬間移動）」と呼ばれるものだった。その後、彼はアルコール依存症の父がいる家を出て、ニューヨークに向かう。
ニューヨークにやって来たデイヴィッドは、自分が持つ能力を活かして一人「ジャンパー」としての生活を歩み始めた。ある日、デイヴィッドがブロードウェイでミュージカルを鑑賞していたとき、ミリーという大学生と出会い恋に落ちてしまう。しかし、背後に恐るべき敵が忍び寄っていることを、デイヴィッドは知る由もなかったのである。

### Reflex
大人になったデイヴィッドは、謎の組織に捕まってしまう。囚われの身となった夫デイヴィッドを救い出すため、妻が立ち上がる。

### グリフィンの物語
グリフィンはイギリス人の普通の少年である。彼は5歳のときから、空間を瞬時に移動することができる「ジャンプ」と呼ばれる能力を発揮していた。ジャンパーの抹殺を企む組織から逃れるために、彼は両親とともに各地を転々とした末に、アメリカへ移住する。だが、組織の手から逃れられることはできず、グリフィンはジャンプをすることで別の場所に逃亡し、新しい生活を送ることとなる。しかし、そんな彼の背後にも敵が忍び寄りつつあった。

## 既刊一覧
- 『ジャンパー - 跳ぶ少年 〈上〉』
ハヤカワ文庫SF、1997年10月31日発行、319ページ、ISBN 978-4-15-011209-7
- 『ジャンパー - 跳ぶ少年 〈下〉』
ハヤカワ文庫SF、1997年10月31日発行、310ページ、ISBN 978-4-15-011210-3
- 『ジャンパー 〈上〉』（改題・新装版）
ハヤカワ文庫SF、2008年2月15日発行、335ページ、ISBN 978-4-15-011651-4
- 『ジャンパー 〈下〉』（改題・新装版）
ハヤカワ文庫SF、2008年2月15日発行、317ページ、ISBN 978-4-15-011652-1
- 『ジャンパー - グリフィンの物語』
ハヤカワ文庫SF、2008年2月15日発行、390ページ、ISBN 978-4-15-011653-8